# Tim Pigott-Smith
Tim Pigott-Smith, OBE (* 13. Mai 1946 in Rugby, Warwickshire, England; † 7. April 2017 in Northampton, Northamptonshire) war ein britischer Schauspieler in Theater, Film und Fernsehen.

## Leben und Werk

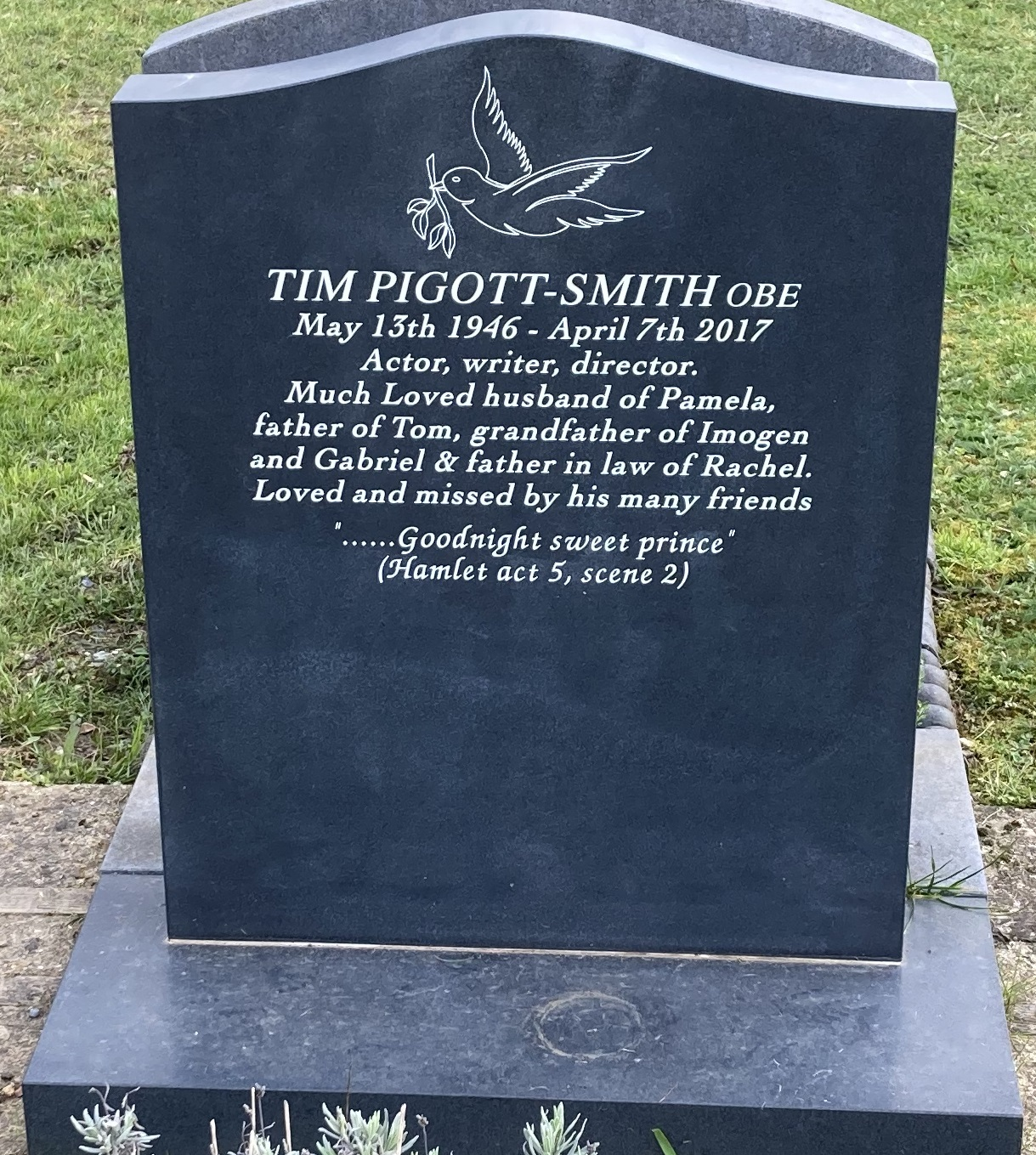
Grab von Piggott-Smith im Highgate Cemetery, London

Er besuchte das Wyggeston and Queen Elizabeth I College in Leicester, die King’s Grammar School in Stratford-upon-Avon und die Universität Bristol. Danach studierte er Schauspiel an der Old Vic Theatre School in Bristol und begann 1969 seine professionelle Schauspielkarriere 1969 am Theater Bristol Old Vic. Er war im Theater regelmäßig in Shakespeare-Stücken und klassischen Tragödien zu sehen und Mitglied der Royal Shakespeare Company. Allgemein wurde der Darsteller, möglicherweise auch durch tiefe Stimme und große Statur dafür prädestiniert, besonders häufig auf hochgestellte Persönlichkeiten oder strenge Autoritätsfiguren besetzt.
Pigott-Smith übernahm ab den 1970ern erste Fernsehrollen und spielte in dieser Dekade unter anderem in sechs Folgen von Doctor Who. Nach einer längeren Reihe an Nebenrollen hatte er 1984 mit der Miniserie Das Juwel der Krone seinen Durchbruch beim Fernsehen. Er spielte darin die Rolle des sinistren Ronald Merrick und wurde dafür mit dem British Academy Television Award in der Kategorie Bester Schauspieler ausgezeichnet. Im Laufe seiner Karriere wurde Pigott-Smith ein gefragter Darsteller für Fernsehfilme wie Der Glöckner von Notre Dame und Mord mit verteilten Rollen. Er spielte in beiden BBC-Verfilmungen von Elizabeth Gaskells Roman  North and South mit: in der Verfilmung von 1975 spielte er Frederick Hale, in der Verfilmung von 2004 dessen Vater Richard Hale. Auftritte hatte er auch in Serien wie Spooks, Inspector Barnaby und Inspector Lynley.
Im 20. Jahrhundert hatte Pigott-Smith nur gelegentlich Nebenrollen in Kinofilmen, darunter in Kampf der Titanen oder Was vom Tage übrig blieb. Erst in den 2000er-Jahren kam er regelmäßiger zu Rollen auf der großen Leinwand, so in kleineren Rollen in Oliver Stones Monumentalfilm Alexander und Martin Scorseses historischem Thriller Gangs of New York, als britischer General in dem Abenteuerfilm Die vier Federn, als Chef der Geheimpolizei in V wie Vendetta und als britischer Außenminister in James Bond 007: Ein Quantum Trost. Den Chef des britischen Geheimdienstes spielte er gleich zweimal: in der Agentenparodie Johnny English – Der Spion, der es versiebte neben Rowan Atkinson und in dem Thriller R.E.D. 2 neben Helen Mirren. 
Ab 2014 spielte Pigott-Smith in dem Theaterstück King Charles III von Mike Bartlett in Produktionen in London und dann in New York die Titelrolle. Es handelte sich dabei um ein Theaterstück, dass fiktiv Ereignisse nach der Thronbesteigung von Charles III. (damals noch Prinz Charles) darstellt. Pigott-Smith erhielt für seine Darstellung von Charles Nominierungen für den Laurence Olivier Award und den Tony Award. 2017 spielte er auch in einer Fernsehverfilmung des Stückes.
In Großbritannien war er außerdem ein bekannter Sprecher für Fernsehdokumentationen. Ebenso wirkte er an Radioproduktionen mit, so beispielsweise in vielen Hörspiel-Produktionen von BBC Radio 4. Im Zuge der New Year Honours 2017 wurde Pigott-Smith von der britischen Königin als Officer des Order of the British Empire geehrt.

## Privatleben
Tim Pigott-Smith war mit seiner Schauspielkollegin Pamela Miles verheiratet und hatte einen Sohn. Er starb im 7. April 2017 im Alter von 70 Jahren. Nur wenige Tage später hätte eigentlich eine Theatertournee von dem Stück Tod eines Handlungsreisenden mit ihm beginnen sollten.

## Filmografie (Auswahl)
- 1967: Tie Up the Ballcock (Kurzfilm)
- 1970: Hamlet (Fernsehfilm)
- 1971–1976: Doctor Who (Fernsehserie, 6 Folgen)
- 1972: The Regiment (Fernsehserie, Folge 1x10 A Gentleman from Europe)
- 1974: Antony and Cleopatra (Fernsehfilm)
- 1975: North and South (Miniserie)
- 1976: Schlacht in den Wolken (Aces High)
- 1977: Die Abenteuer des Joseph Andrews (Joseph Andrews)
- 1979: Henry IV, Part I (Fernsehfilm)
- 1979: Measure for Measure (Fernsehfilm)
- 1980: Richards Erbe (Richard’s Things)
- 1981: Kampf der Titanen (Clash of the Titans)
- 1981: Flucht oder Sieg (Victory)
- 1981: Winston Churchill: The Wilderness Years (Miniserie)
- 1982: Der Glöckner von Notre Dame (The Hunchback of Notre Dame, Fernsehfilm)
- 1982: Erinnerungen an Lord Nelson (I Remember Nelson, Miniserie)
- 1984: Das Juwel der Krone (The Jewel in the Crown, Miniserie)
- 1986: Mord mit verteilten Rollen (Dead Man’s Folly, Fernsehfilm)
- 1990–1992: The Chief (Fernsehserie, 14 Folgen)
- 1993: Was vom Tage übrig blieb (The Remains of the Day)
- 1996: The Great War and the Shaping of the 20th Century (Miniserie)
- 2001–2003: The Vice (Fernsehserie, 9 Folgen)
- 2002: Der Passierschein (Laissez-passer)
- 2002: Inspector Lynley (The Inspector Lynley Mysteries, Folge 1x04 Denn bitter ist der Tod)
- 2002: Spooks (Fernsehserie, Folge 1x05 The Rose Bed Memoirs)
- 2002: Die vier Federn (The Four Feathers)
- 2002: Gangs of New York
- 2003: Johnny English – Der Spion, der es versiebte (Johnny English)
- 2003: Eroica (Fernsehfilm)
- 2003: Pompeji – Der letzte Tag (Pompeii: The Last Day, Fernsehfilm)
- 2004: Alexander
- 2004: North & South (Fernseh-Miniserie)
- 2005: V wie Vendetta (V for Vendetta)
- 2006: Der Todeswirbel (Agatha Christie’s Poirot: Taken at the Flood, Fernsehreihe)
- 2006: Flyboys – Helden der Lüfte (Flyboys)
- 2007: Holby Blue (Fernsehserie, 8 Folgen)
- 2008: Ein Quantum Trost (Quantum of Solace)
- 2008: Inspector Barnaby (Fernsehserie, Folge 11x06 Ein missratener Sohn)
- 2010: Alice im Wunderland (Alice in Wonderland)
- 2011: Mein Stück vom Kuchen (Ma part du gâteau)
- 2011: The Hour (Fernsehserie, 4 Folgen)
- 2011–2014: Der Verdacht des Mr. Whicher (The Suspicions of Mr Whicher, Fernsehserie, 3 Folgen)
- 2012: Downton Abbey (Fernsehserie, Folge 3x05)
- 2013: Silent Witness (Fernsehserie, 2 Folgen)
- 2013: Wodehouse in Exile (Fernsehfilm)
- 2013: R.E.D. 2
- 2013: Der große Eisenbahnraub 1963 (The Great Train Robbery, Miniserie)
- 2014: 37 Days (Miniserie)
- 2015: Jupiter Ascending
- 2015: Lewis – Der Oxford Krimi (Lewis, Fernsehserie, 2 Folgen)
- 2016: Whisky Galore!
- 2017: Decline and Fall (Miniserie)
- 2017: King Charles III (Fernsehfilm)
- 2017: 6 Days
- 2017: Victoria & Abdul

## Belege
1. ↑  Actor Tim Pigott-Smith has died, aged 70, Daily Telegraph vom 7. April 2017, abgerufen am 7. April 2017.
2. ↑  Ruth McKee, Michael Billington: Actor Tim Pigott-Smith dies aged 70. In: The Guardian. 7. April 2017, ISSN 0261-3077 (theguardian.com [abgerufen am 19. September 2024]).
3. ↑  Mark Lawson: Tim Pigott-Smith: a man born to play kings. In: The Guardian. 7. April 2017, ISSN 0261-3077 (theguardian.com [abgerufen am 19. September 2024]).
4. ↑  Ruth McKee, Michael Billington: Actor Tim Pigott-Smith dies aged 70. In: The Guardian. 7. April 2017, ISSN 0261-3077 (theguardian.com [abgerufen am 19. September 2024]).
5. ↑  What would happen if Prince Charles was made king? 11. April 2014, abgerufen am 19. September 2024 (englisch).
6. ↑  https://playbill.com/article/tim-pigott-smith-a-tony-nominee-for-king-charles-iii-dies-at-70
7. ↑  New Year Honours 2017: Anna Wintour, Ken Dodd and Ray Davies on list, BBC vom 30. Dezember 2016, abgerufen am 13. Januar 2017.
8. ↑  Actor Tim Pigott-Smith dies aged 70. In: BBC. Abgerufen am 19. September 2024.

| Personendaten    | Personendaten                 |
| ---------------- | ----------------------------- |
| NAME             | Pigott-Smith, Tim             |
| KURZBESCHREIBUNG | britischer Schauspieler       |
| GEBURTSDATUM     | 13. Mai 1946                  |
| GEBURTSORT       | Warwickshire, England         |
| STERBEDATUM      | 7. April 2017                 |
| STERBEORT        | Northampton, Northamptonshire |